# Bunka
Bunka (japanska: 文化?, bunka), 11 februari 1804–22 april 1818, är en period i den japanska tideräkningen. Perioden överlappar kejsar Kōkakus och kejsar Ninkōs regeringsperioder.
Perioden inleddes för att markera en ny cykel i den kinesiska kalendern. Namnet, som betyder kultur eller civilisation valdes med referens till aforismer ur de klassiska verken Hou Hanshu och Förvandlingarnas bok.